# Prophantis xanthomeralis
Prophantis xanthomeralis is een vlinder uit de familie van de grasmotten (Crambidae), uit de onderfamilie van de Spilomelinae. De wetenschappelijke naam van deze soort is voor het eerst voorgesteld als Thliptoceras xanthomeralis door George Francis Hampson in een publicatie uit 1918.
De soort komt voor in Malawi.